# Ramón Berdomás
Ramón Luis Berdomás Llunell (* 24. April 1900 in Barcelona; † 19. April 1963 ebenda) war ein spanischer Schwimmer und Wasserballspieler.

## Karriere
Berdomás nahm 1920 erstmals an Olympischen Spielen teil. In Antwerpen erreichte er mit der spanischen Wasserballmannschaft den achten Rang. Vier Jahre später folgte seine zweite olympische Teilnahme. Bei den Spielen in Paris scheiterte er im Wettbewerb über 4 × 200 m Freistil mit der spanischen Staffel als Vierter des ersten Vorlaufs an der Halbfinalqualifikation.
Auf nationaler Ebene konnte er zwischen 1915 und 1925 insgesamt elf Meistertitel im Schwimmsport erringen – hiervon vier Titel über 100 m Freistil und einer über 1500 m Freistil sowie mit Staffeln vom Club Natació Barcelona vier Titel über 5 × 50 m Freistil und zwei über 4 × 200 m Freistil.